# Maremmien
Vous lisez un « article de qualité » labellisé en 2024.
Pour les articles homonymes, voir Maremmien (homonymie).
Le Maremmien (italien : Maremmano) est une race de chevaux de travail originaire de la Maremme, en Toscane, en Italie. Ses origines sont anciennes, mais incertaines, révélant l'influence des diverses populations chevalines africaines, germaniques et ibériques qui se sont succédé sur ce territoire. Le Maremmien est couramment utilisé par la cavalerie italienne jusqu'en 1945 ; il est réputé pour avoir participé à la charge de la cavalerie Savoia à Izbushensky, à laquelle survit l'un de ses célèbres représentants, Albino. Le Maremmien reçoit l'influence du Pur-sang au cours du XXe siècle. Ce type dit « amélioré » gagne une nouvelle réputation de cheval de sport dans la discipline du saut d'obstacles, grâce à ses succès olympiques durant les années 1970 et 1980. Un registre généalogique est ouvert en 1980.
C'est un cheval solide et endurant, souvent de robe baie, qui se montre à l'aise sur tous types de terrain. Il est particulièrement associé aux butteri, travailleurs et éleveurs du bétail de la région de Maremme. Cependant, son usage au travail est désormais quasi-exclusivement cantonné à des manifestations culturelles en salon et lors de festivals, le Maremmien devenant un cheval de loisir et une monture de tourisme équestre. Il reste une race rare, strictement locale et propre à l'Italie ; il fait étroitement partie de la culture de la Toscane.

## Dénomination
Le nom original de cette race de chevaux en italien est Maremmano,, ou bien Maremmana,. Il existe différentes traductions du nom de cette race de chevaux vers le français.
L'une d'elles est « Maremmane ». Dans le troisième tome de son Dictionnaire de l'agriculture, paru en 1889, Jean-Augustin Barral fournit le texte suivant à l'entrée « Maremmane », qu'il décrit comme une population et non comme une race : 

« On appelle Maremmane (en italien, maremmana) une population chevaline qui habite les maremmes de la Toscane, aux environs de Grossetto. »

— Jean-Augustin Barral, Dictionnaire de l'agriculture
La traduction de l'ouvrage Cavallo de l'auteur italien Maurizio Bongianni par Elisabeth de Lavigne en 1987 fournit deux autres traductions, « Maremmien » ou « cheval de Maremme », en décrivant cette fois une race. Ce nom s'écrit avec une initiale en lettre majuscule, car il dérive de celui de la Maremme, la région marécageuse d'origine de cette race de chevaux, terre d'élevage qui a aussi donné son nom à d'autres races animales telles qu'un bovin et un chien,,.

## Histoire

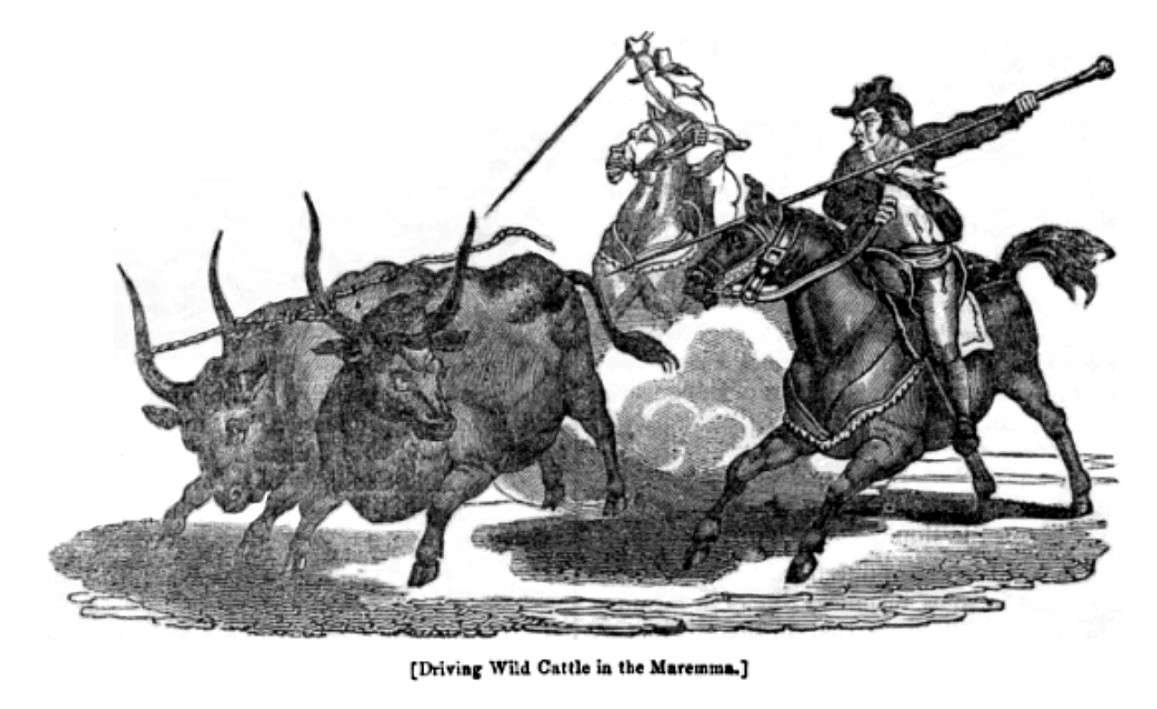
Conduite du bétail sauvage dans la Maremme, gravure sur bois datée de 1832.

### Origines
L'origine exacte du Maremmien reste incertaine,, mais semble se trouver au moins partiellement hors de l'Italie.
Il descend en effet d'une population de chevaux antiques marquée par diverses influences,. Le type le plus ancien de ces chevaux est issu d'une influence ibérique et Barbe. D'après les auteurs italiens M. Silvestrelli et Alberto Soldi, la Maremme a une population équine d'origine africaine et orientale avant l'époque romaine, élevée par les Étrusques, ; l'équipe scientifique de Katia Cappelli fait remonter cette origine à 800 av. J.-C.. Cette origine étrusque est aussi la plus soutenue par la croyance populaire.
D'après Bonnie Lou Hendricks (université de l'Oklahoma), il lui est aussi attribué une origine numide. Il provient peut-être de croisements sur la base d'une souche locale étrusque. Ces croisements sont vraisemblablement nombreux à l'époque romaine. Sur la base d'études craniologiques, le vétérinaire et zootechnicien André Sanson (1826-1902) le classe parmi les races de chevaux dolichocéphales de type germanique, ; Charles-Alexandre Piétrement l'explique par une présence successive des Wisigoths, des Hérules et des Ostrogoths en Toscane.
Un regain d'intérêt pour l'élevage survient au moment de la Renaissance, au XVIe siècle, avec une influence de l'Arabe, du Barbe et de l'Andalou. Le Maremmien reçoit l'influence du Napolitain,,. Les États pontificaux élèvent un cheval noir nommé « cheval romain », mais les Toscans préfèrent le cheval à la robe baie,. Aux XVIIe et XVIIIe siècles, les éleveurs de la Maremme pratiquent la transhumance à cheval. L'élevage des chevaux subit la décadence de l'Italie au XVIIIe siècle.

### XIXesiècle

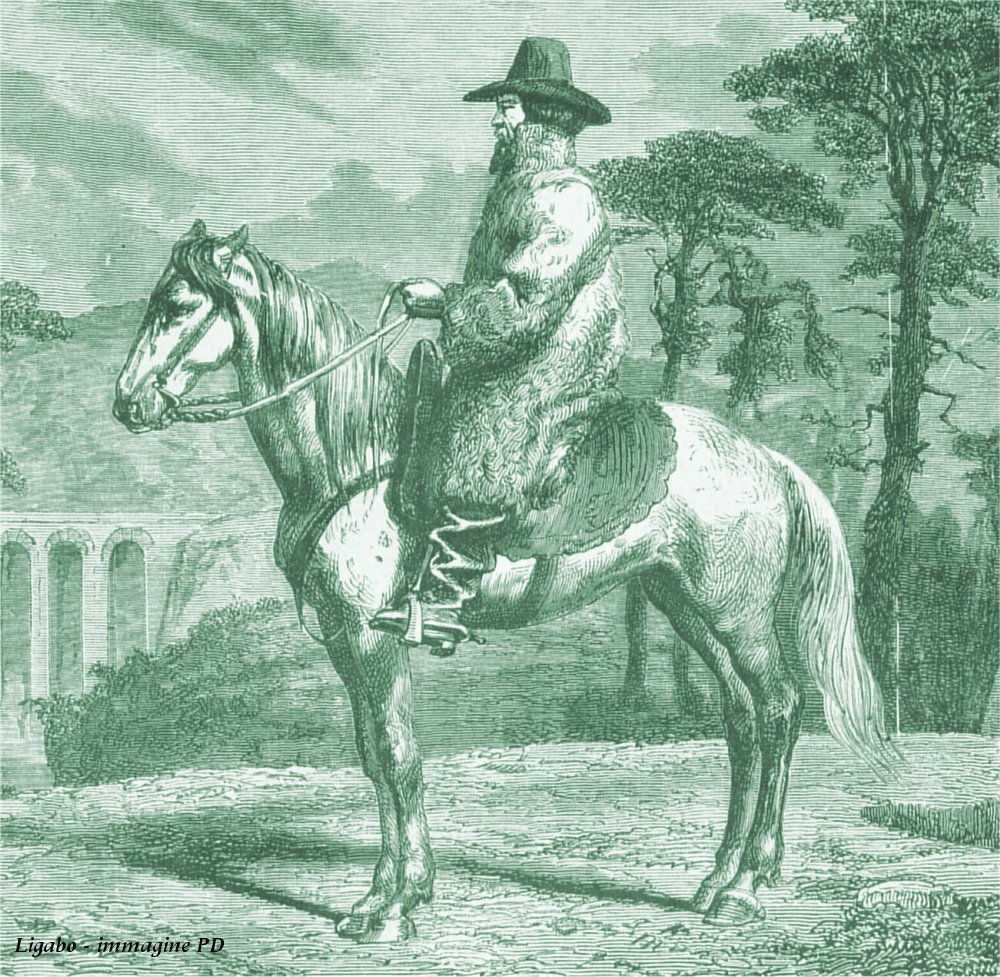
Cavalier buttero maremmano en 1885.

Ces chevaux sont élevés à l'état sauvage, dans la région marécageuse située entre Pisa et Caserta. Ils sont vus comme le symbole des régions improductives latifundia, environnement auquel ils sont la seule population de chevaux adaptée. Jusqu'au milieu du XIXe siècle, ils sont caractérisés par une tête lourde au profil convexe, un dos creux, des crins très abondants et une taille d'environ 1,50 m. D'après une lettre de Pietro Tommi Bruschieri, parue dans un numéro du Giornale agrario toscano (journal agricole toscan) daté de 1848, la notion de cavallo maremmano est couramment utilisée dans le commerce, mais il serait erroné de désigner l'ensemble de ces chevaux comme formant une race. Avec le Risorgimento, la popularité de ces chevaux s'étend. Le Maremmien est exporté dans d'autres régions italiennes pour des croisements, et devient fortement demandé aux usages de la cavalerie. En 1898, dans le cadre d'un rapport militaire publié par la Rivista di cavalleria (revue de cavalerie), le major vétérinaire italien Carlo Ottavio Bosio décrit le cavallo maremmano comme le meilleur cheval militaire de toute l'Italie, précisant qu'il est élevé en semi-liberté.
Avec l'arrivée de l'élevage sélectif surviennent des croisements avec l'Arabe, puis le Pur-sang, s'adaptant à la demande et au marché,. Un très grand nombre de races et de types de chevaux sont croisés dans la Maremme à cette époque, dont le trotteur, le Hackney, et des races russes ; le Maremmien reçoit alors l'influence du trotteur Norfolk,. En 1886, le vétérinaire militaire Eugène Alix décrit le Maremmien, ou « cheval de la Toscane », comme proche de l'Andalou « quant aux formes générales de son corps et à ses aptitudes », ajoutant que la concentration de chevaux de cette race atteint quinze à vingt-quatre par kilomètre carré dans les régions de Florence, Pise, Sienne et Grosseto.
En 1884, le cavallo maremmano est décrit comme un cheval « bon et brave » originaire de l'Orient, dans la monographie de l'Inchiesta Jacini, un inventaire agricole qui constitue une source importante de l'histoire italienne entre 1877 et 1885. L'Instituto Incremento Ippico di Pisa est créé en 1890.

### DuXXesiècleà 1979
D'après Alberto Soldi, la notion de race distincte n'apparaît qu'au début du XXe siècle pour désigner les chevaux de la Maremme. C'est en particulier l'influence de l'étalon reproducteur Fauno qui contribue à l'unification morphologique du Maremmien moderne,. Cet étalon est né en 1902 dans les écuries royales de San Rossore.
À partir des années 1940, la conformation se modifie, la race perdant son apparence fruste de cheval de travail. Le Maremmien frôle cependant l'extinction après la Seconde Guerre mondiale (1945), avec une sévère réduction des effectifs jusqu'aux années 1970. La fin de la demande en chevaux pour les travaux agricoles et l'armée fait entrer l'élevage en crise. La situation de la race attire l'attention dans les années 1960. Le Maremmien reçoit (avant 1966) une légère influence du Salernitano,. Un recensement publié en 1972 conclut qu'il reste environ 450 juments de race pure.
Après une longue période d'oubli, un regain d'intérêt arrive avec les années 1970. Divers éleveurs cherchent à préserver le type historique de cette race de chevaux, d'une taille d'environ 1,60 m et avec une tête convexe. En 1975, les éleveurs de 500 juments sélectionnées sont incités à les faire se reproduire avec des étalons sélectionnés eux aussi pour assurer la pérennité du Maremmien. L'influence du Pur-sang donne un nouveau type par croisement, le Maremmano megliorato (soit « Maremmien amélioré »),,. Ces croisements sont pratiqués au haras de Tombolo. Cela coïncide avec un développement de l'élevage du demi-sang dans les régions de la Toscane et du Latium, en vue de faire naître des champions de saut d'obstacles. Ce cheval est plus longiligne que l'ancien, mais moins rustique,. L'auteur italien Alberto Soldi le décrit comme un cheval de meilleure qualité que l'ancien type.

### Depuis 1979

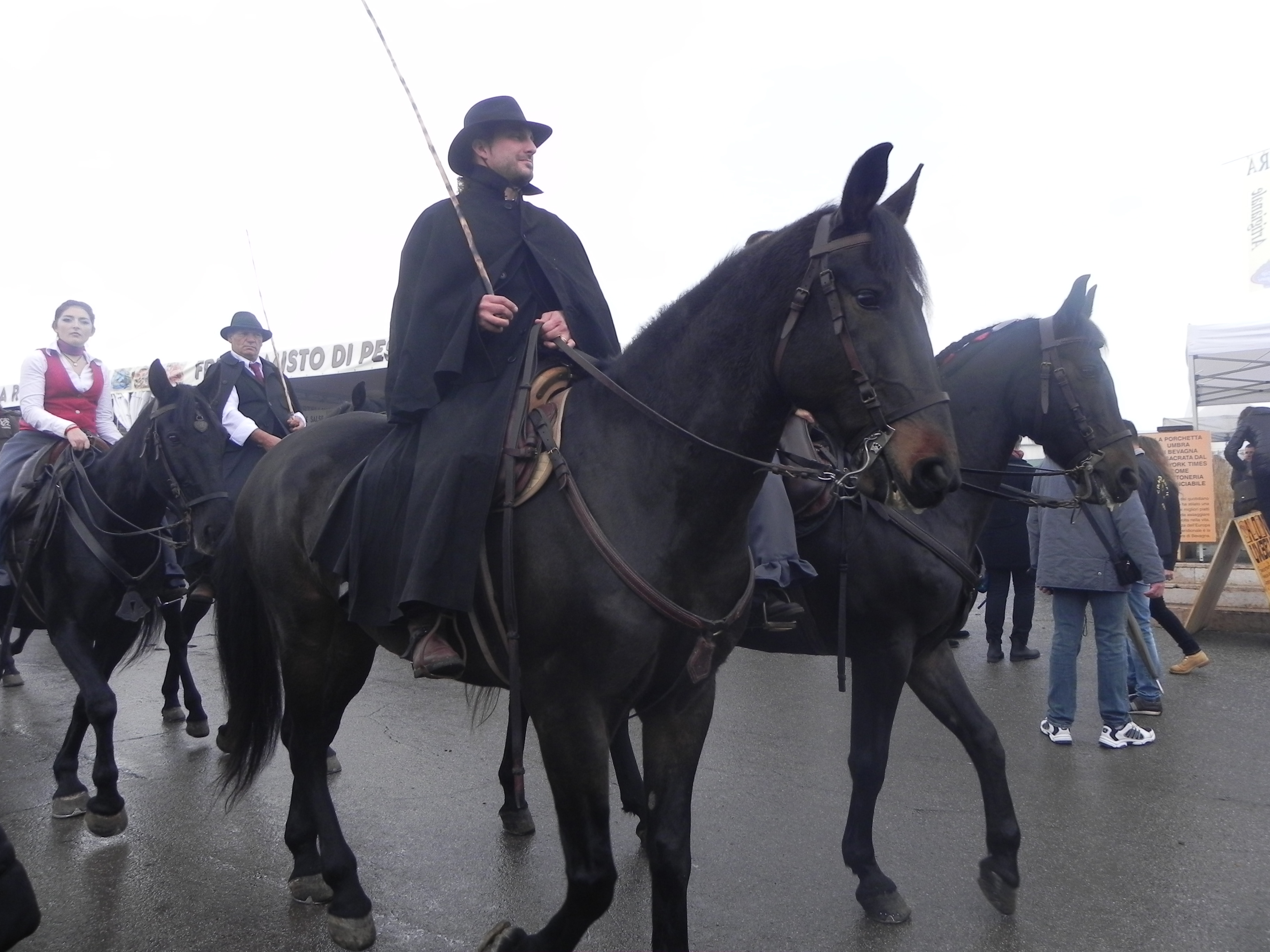
Groupe de butteri défilant à la Fieracavalli de 2014, dans le cadre d'un processus de patrimonialisation du Maremmien.

Une association de race est créée en 1979, la Associazione nazionale allevatori cavalo di razza maremmana (ANAM). Le registre généalogique (libro genealogico) de la race Maremmano est créé l'année suivante, le 21 juillet 1980,. Cela rend cette création du registre récente au regard de l'histoire de la race. Durant sa première année, l'ANAM enregistre 203 poulains. Des inscriptions de chevaux dans ce registre à titre initial permettent de faire remonter la population du Maremmien à environ 2 000 sujets en 1987. C'est aussi dans les années 1980 que la sélection génétique du Maremmien est mise en place. Entre 1980 et 2015, 12 368 chevaux sont inscrits dans le libro genealogico.
Le Maremmien fait l'objet d'un important intérêt scientifique durant les années 1990, avec notamment une présentation en conférence auprès de l'Organisation des nations unies pour l'alimentation et l'agriculture en 1991, lors de la World Conference on Conservation of Genes and Rare Breeds Survival de Budapest. Cette même année, ses effectifs sont remontés à environ 2 000 juments pour 200 étalons, et un plan de préservation est mis en place. En 1992, le Maremmien est la première race de chevaux italienne pour laquelle un test de sélection sur 100 jours est mis en place,. Ce test est rendu effectif en 1993 pour les candidats étalons âgés de trois ans, tandis que les juments sont testées sur 30 jours. En 1996, l'indice BLUP (Best Linear Unbiased Prediction) est adopté comme indice de sélection de cette race. Le plus haut enregistrement de nouveaux poulains est celui de l'année 1997, avec 504 naissances.
L'ethnologue française Bernadette Lizet fait état de la quasi-disparition des usages de cette race de chevaux au travail du bétail sur le terrain italien, et de son processus de patrimonialisation à travers l'organisation de festivals et de salons, en 1996. Le Maremmien retrouve ainsi les faveurs du public au début du XXIe siècle. En 2006, l'ANAM créée une banque de données génétiques du Maremmien.
En 2010, les conséquences de la crise économique poussent les éleveurs à réduire le test de 100 jours à 70 jours.

## Description

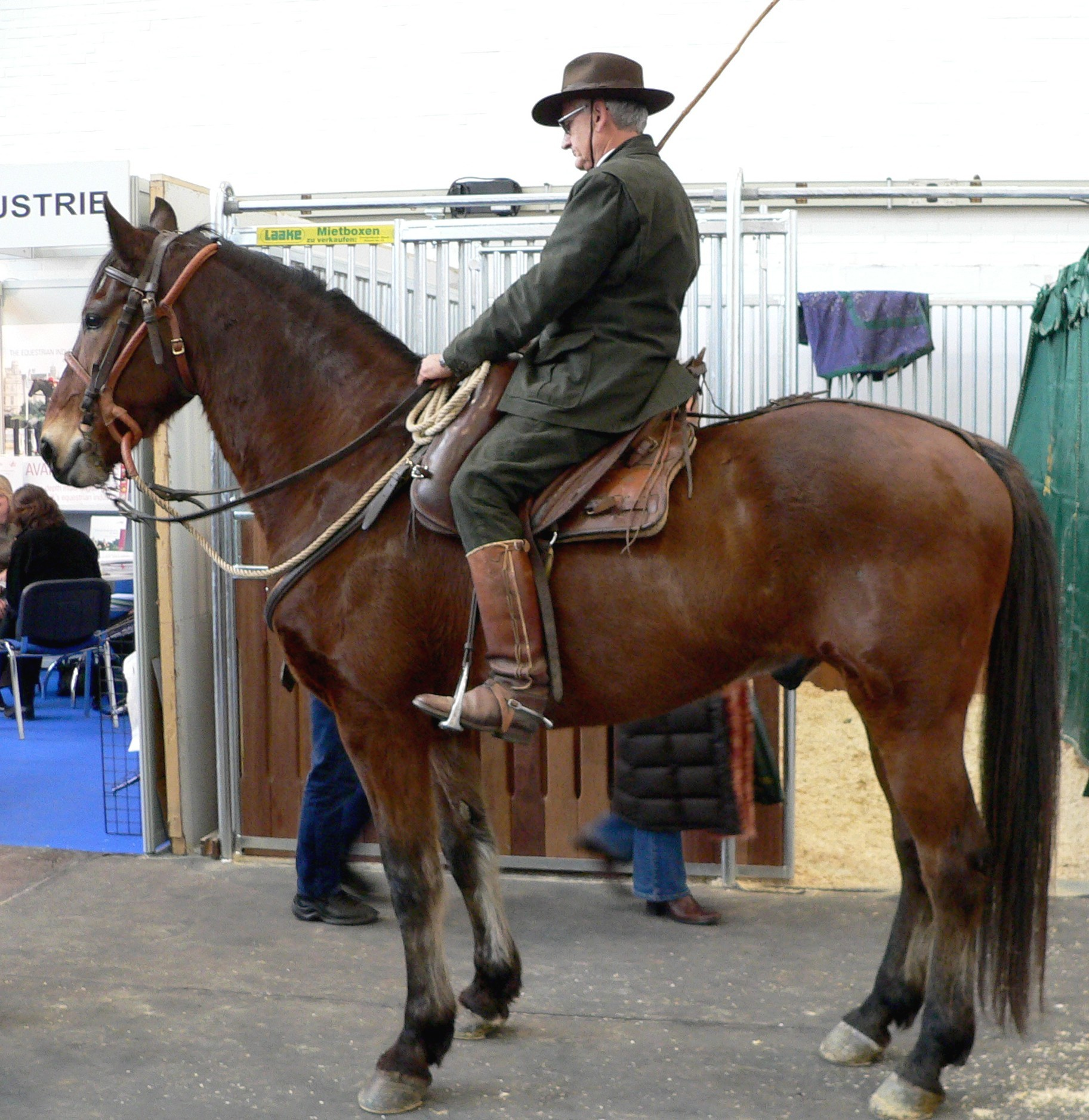
Maremmien monté par un buttero, au modèle, vu de profil. Salon Equitana de 2005.

Les Maremmiens actuels ont tous une ascendance du Pur-sang. Ils font partie des races de chevaux de demi-sang Warmblood.

### Taille
La taille du Maremmien a augmenté au fil du temps. En 1984, l'autrice britannique Caroline Silver indique une taille moyenne de 1,53 m. D'après CAB International, sa taille va de 1,52  à   1,62 m, ce qui correspond aux chiffres donnés par Bonnie Lou Hendricks en 2007, soit de 15 à 16 mains. L'autrice tchèque Helena Kholová cite 1,55 m en 1997, l'auteur italien Maurizio Bongianni indique 1,55  à   1,60 m, et l'auteur anglais Elwyn Hartley Edwards cite une taille moyenne de 1,60 m.
D'après plusieurs ouvrages italiens, la fourchette de taille est de 1,60  à   1,70 m, avec une taille minimale obligatoire de 1,56 m pour les femelles et 1,58 m pour les mâles,. Les poulains sont en effet mesurés à l'âge de 42 mois, et doivent obligatoirement dépasser cette taille. L'ouvrage de Delachaux et Niestlé (2016) et celui de l'auteur italien Gianni Ravazzi (2010) lui attribuent une taille moyenne adulte un peu plus élevée, soit de 1,60  à   1,72 m,. La base de données DAD-IS donne une moyenne de 1,62 m chez les femelles et 1,65 m chez les mâles.
Le tour de poitrine va de 1,80  à   2,00 m.

### Morphologie
Le Maremmien présente le type du cheval de selle léger, et du cheval de sport, de même qu'une certaine ressemblance avec le Barbe. Il est de modèle médio-longiligne et méso-dolichomorphe. Les formes générales sont ramassées. En 1997, il reste possible de distinguer les chevaux très influencés par le Pur-sang des chevaux plus rustiques. Le type n'est pas totalement fixé d'après Emmanuelle Hubrecht (2005). D'après Cappelli et al., en 2015, le phénotype de la race est désormais fixé, malgré le grand nombre de croisements passés.

#### Tête
Sa tête est longue selon une majorité d'auteurs,,, Gianni Ravazzi lui attribuant une longueur moyenne. Elle est parfois lourde,,,. L'influence du Pur-sang l'a rendue plus légère. Le profil est généralement convexe (dit tête de bélier ou profil moutonné),,, plus rarement rectiligne. La forme générale de la tête est conique, d'aspect ordinaire et commun.

Tête du Maremmien
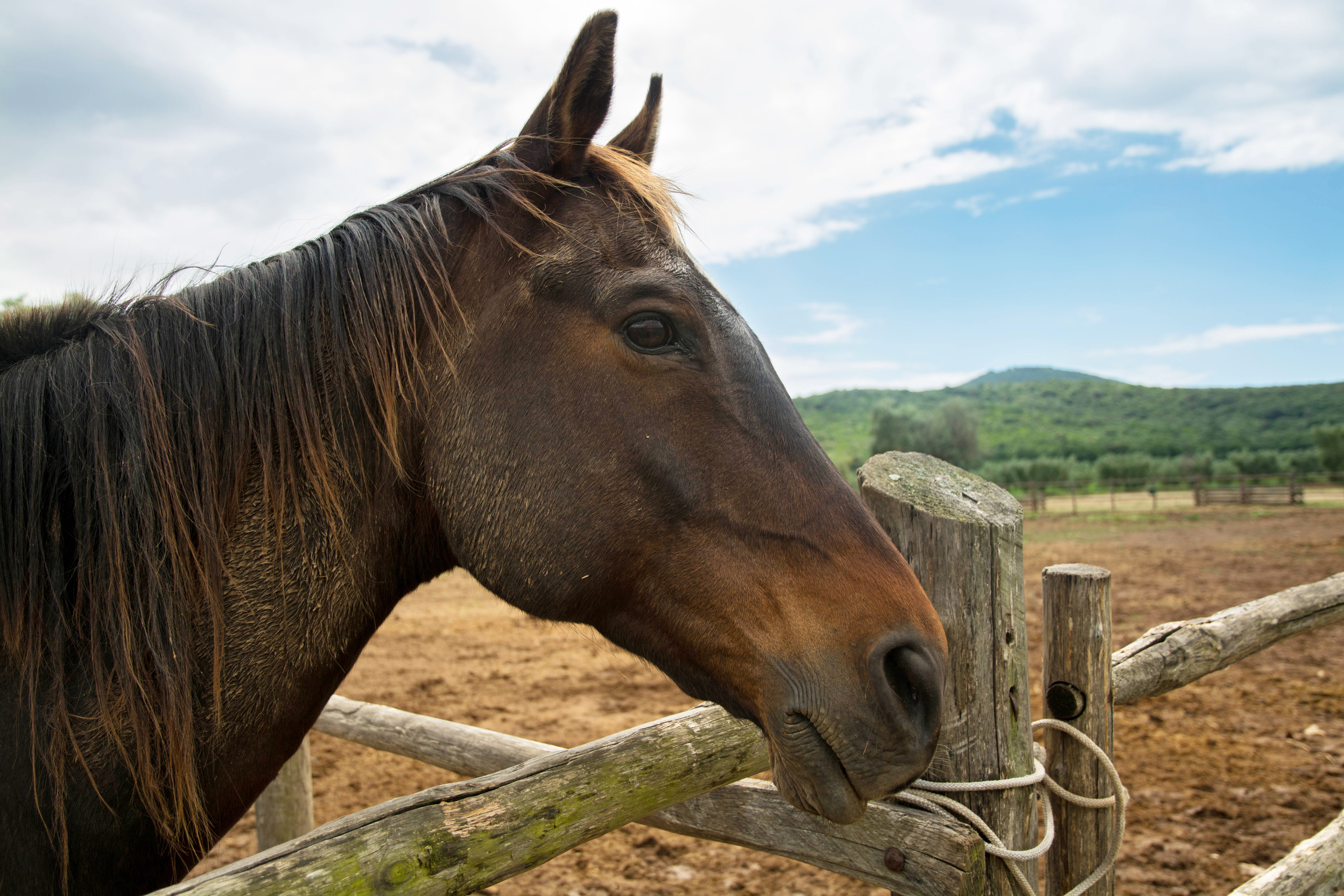
Tête d'un Maremmien du sud de la Toscane, vu de profil.
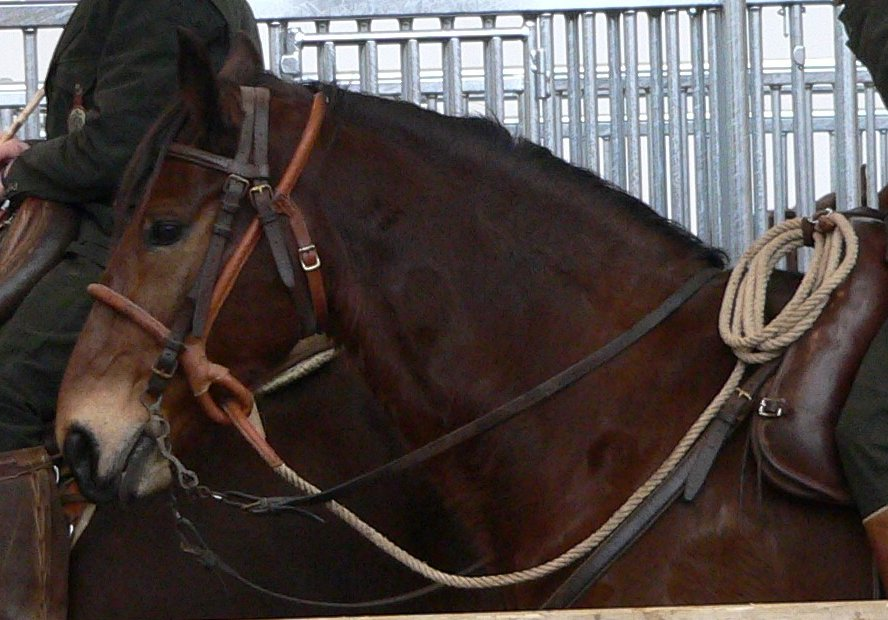
Tête d'un Maremmien bridé et au travail, présentant des décolorations pangarées.

Les oreilles sont de longueur moyenne, les yeux sont assez petits, et les naseaux sont larges.

#### Corps
L'encolure est large à sa base,, relativement longue et musclée, et proportionnée au corps. Elle ne doit pas être trop courte selon le standard de race, mais il arrive qu'elle le soit chez certains sujets,. Elle est recouverte d'une crinière abondante et souvent ondulée.
Le garrot est haut, relativement bien marqué et musclé ; il arrive cependant qu'il soit plat. Le poitrail est large et exceptionnellement profond,. L'épaule est relativement courte mais inclinée,. Cependant, l'épaule peut aussi être droite et manquer de puissance. Le dos est court et droit selon la plupart des auteurs,,, mais il arrive aussi qu'il soit long,, ce qui est considéré comme un défaut au regard du standard de race. Les reins sont assez courts,, et larges. La croupe est inclinée, et toujours arrondie selon Ravazzi, souvent tombante. Martin Haller la décrit comme anguleuse. La queue est attachée profondément.

#### Membres
Les membres sont secs et solides, avec de bonnes articulations,. Ce cheval avait historiquement des défauts des membres, qui ont été éliminés par la sélection. Les avant-bras sont de longueur moyenne. La circonférence au niveau de l'os du canon est de 21,11 cm en moyenne. Les jarrets garantissent une bonne agilité. Le sabot, de taille moyenne, est très résistant, grâce à sa corne dure,. Le sabot peut aussi être massif. La corne est de couleur noire. Des analyses comparées de la structure du sabot montrent que le Maremmien y bio-accumule des minéraux.

### Robe

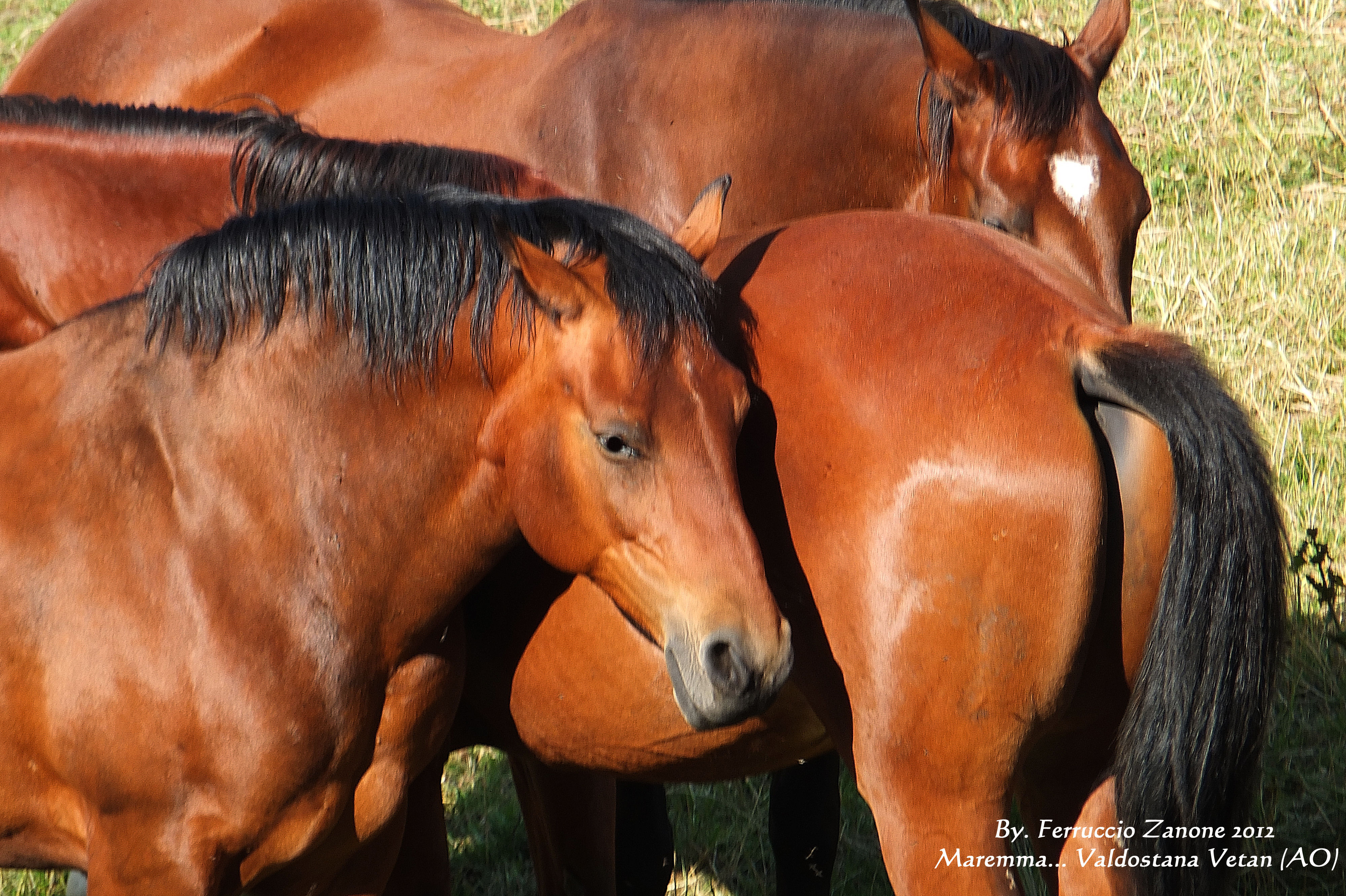
Groupe de Maremmani de robe baie dans les Alpes italiennes.

La robe peut être de toutes les couleurs franches foncées et unies, typiquement baie ou noire, bien plus rarement grise, et rouanne. Le bai sous toutes les nuances est le plus fréquent,. Les chevaux alezans, gris ou rouans ne peuvent pas être acceptés comme étalons reproducteurs (en 2006).
Il arrive que des chevaux alezans naissent de parents non-alezans, puisqu'il s'agit d'allèles récessifs. En 1991, l'alezan n'était accepté que chez les juments ; en 2015, les poulains alezans ne sont plus inscriptibles au stud-book. Il fait l'objet d'une sélection génétique visant son élimination. Les chevaux élevés à Castelporziano sont plus souvent de robe noire (37,5 %) qu'en population générale de la race (27 %).
Les décolorations typiques du pangaré sont possibles. Les marques blanches sont jugées indésirables par le standard de race.

### Tempérament et entretien

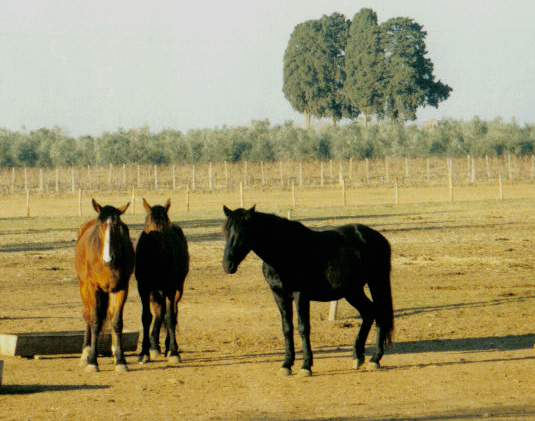
Maremmiens au repos en pâture dans la province de Grosseto.

De bonne réputation en matière de tempérament, la race est réputée travailleuse, robuste et énergique. Son tempérament réactif est typique des chevaux de travail du bétail. L'influence du Pur-sang a cependant rendu le tempérament plus nerveux, donnant à certains sujets la réputation d'être caractériels.
Compte tenu de son aptitude, dès la naissance, à se déplacer avec une extrême facilité sur tout type de terrain et par tous les temps, le Maremmien a acquis une solidité, une endurance et une frugalité fort appréciées. Son mode d'alimentation traditionnel a été étudié par S. Pastorelli en 1993.
Le mouvement est souple et énergique, tout particulièrement au galop. Il n'est en revanche pas réputé pour la vitesse. Il a gardé des aptitudes innées au franchissement des obstacles en nature. Il est encore traditionnellement élevé en semi-liberté avant son débourrage,,, qui survient vers l'âge de trois ou quatre ans. Adaptée aux milieux rudes, la race est réputée de bonne longévité. Les poulains ont un bon taux de survie mais une maturité plutôt lente.

### Santé
En 2003, environ 16 % des Maremmiens sont victimes d'ostéochondrite dissécante (OCD). Cette maladie des membres étant partiellement héritable, la sélection génétique peut en réduire la fréquence de 16 à 2 %,. En 2020, la fréquence de cette maladie est ré-évaluée à 9,2 %.
Une étude de parasitologie sur les infections par les nématodes et la résistance aux anthelminthiques chez les chevaux Maremmano de Toscane et du Latium a montré l'efficacité du traitement au fenbendazole, au pyrantel pamoate et à l'ivermectine.

### Génétique
Quatre lignées mâles contribuent à 11,1 % de la diversité génétique de tous les étalons maremmiens. Le nombre moyen d'allèles chez la race est de 7,3, ce qui est plus élevé que chez le Lusitanien et le Lipizzan. Le Maremmien a peu de différences génétiques avec le Hanovrien et le Lusitanien.
|  | Hanovrien                                                |
|  |                                                          |
|  | \| \| Lusitanien \| \| \| \| \| \| Maremmien \| \| \| \| |
|  |                                                          |
|  | Lusitanien                                               |
|  |                                                          |
|  | Maremmien                                                |
|  |                                                          |

|  | Lusitanien |
|  |            |
|  | Maremmien  |
|  |            |

Des recherches antérieures ont montré une proximité du Maremmien avec l'Arabe et le Pur-sang. Il fait partie des très nombreuses races de chevaux influencées voire absorbées par le Pur-sang. Les poulains Maremmiens nés en 2015 ont en moyenne 20,3 % d'ancêtres Pur-sang. Cette influence est aussi démontrée via des analyses sur le chromosome Y qui montrent une forte fréquence de l'haplotype HT3, issu du Pur-sang.
D'après des analyses réalisées grâce à l'outil Equine SNP50 Beadchip, le Maremmien présente une haute diversité génétique, qui a été confirmée par d'autres études. Des dix races de chevaux italiennes analysées par l'équipe de Cardineli et al. en 2016, il est celle qui dispose de la plus grande diversité d'haplotypes. Il peut présenter l'haplotype L, qui est très commun chez les chevaux élevés en Europe ; c'est l'haplotype le plus souvent retrouvé chez cette race. L'haplotype G est second en fréquence.

### Sélection

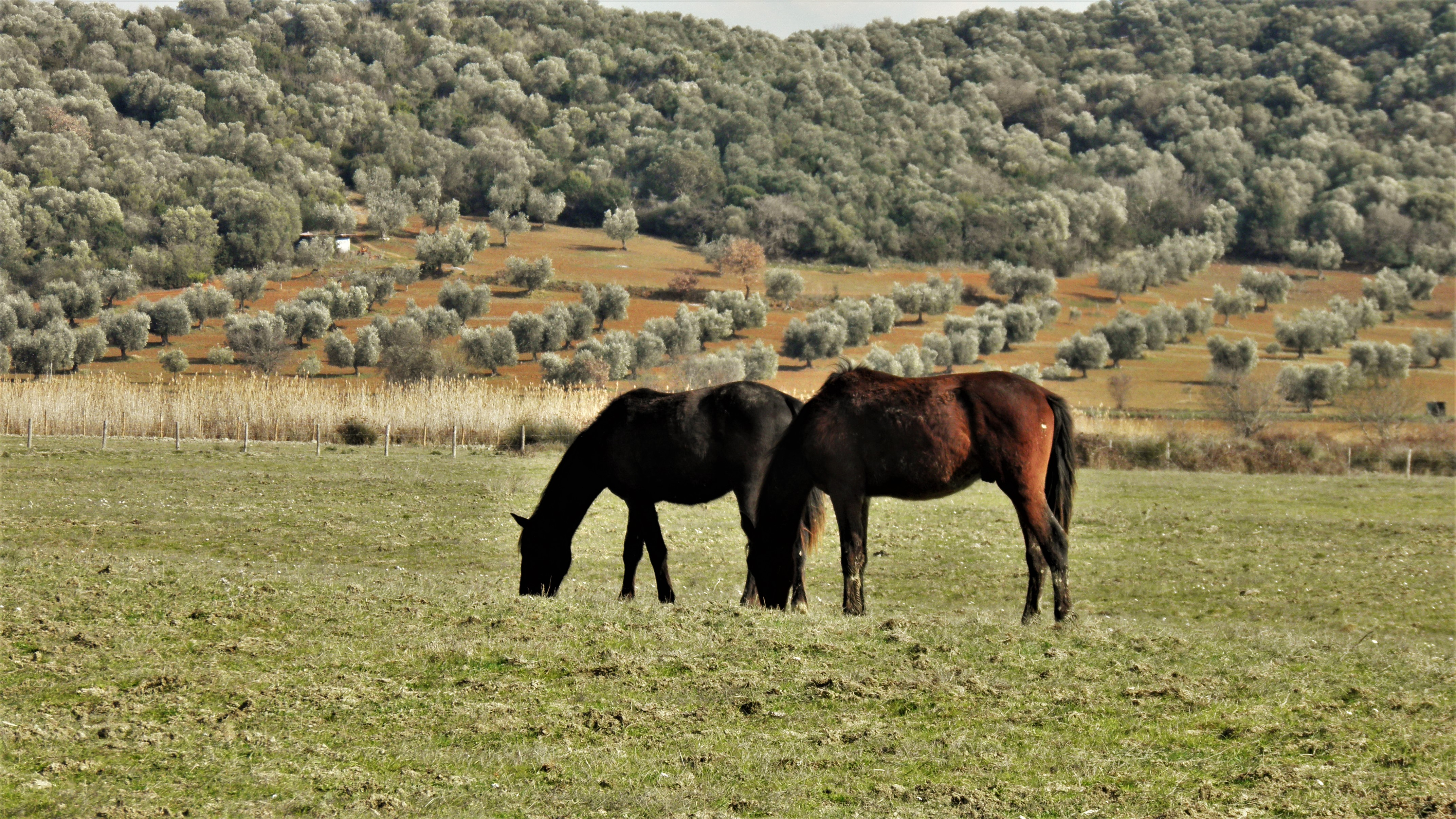
Maremmiens broutant dans une pâture du parc naturel de la Maremme.

L'élevage s'effectue en registre généalogique fermé. La complétude des informations généalogiques des chevaux est considérée comme très bonne. Les enregistrements généalogiques antérieurs à 1985 ont été étudiés. Pour être inscrit comme Maremmien, un cheval doit obligatoirement descendre de l'un des quatre pères fondateurs de la race. Ces quatre étalons modernes pères du Maremmien sont : Otello (Maremmien bai, né en 1927), Ajace (Pur-sang, né en 1926), Ussero (Salernitano, né dans les années 1920) et Ingres (Pur-sang, né en 1946),,.
Les influences génétiques de ces quatre étalons fondateurs sont : 
- Pur-sang, 13,1 % ;
- Maremmano, 5,3 % ;
- Salernitano, 1,1 % ;
- Demi-sang arabe, 0,7 % ;
- Trotteur Norfolk, 0,5 %.

Cependant, le nombre de lignées mâles traditionnelles est de sept. Aux quatre précédemment cités s'ajoutent les trois lignées mineures des Pur-sang Le Brun (né en 1960), Noris (né en 1961) et Ognon (né en 1964). Les étalons les plus influents sur la race sont Otello et Ajace. 440 lignées femelles ont été identifiées, dont 14 nées avant la Seconde Guerre mondiale. Un programme d'élevage visant à maintenir l'ancien génotype de la race et sa diversité génétique est mis en place en 1991. Le Maremmien n'est pas en danger en matière de diversité génétique, mais la sélection de la race reste sous surveillance.
Des analyses génétiques publiées en 2020 montrent que le registre généalogique du Maremmien comporte des erreurs d'informations dans trois lignées maternelles, ces erreurs devant être prises en compte pour assurer la préservation de la race.
L'orientation de la sélection vise une bonne aptitude au saut, combinée à une polyvalence dans des usages touristiques comme sportifs. La sélection des étalons reproducteurs a reposé (jusqu'en 2010) sur un test de 100 jours, visant à étudier les qualités de l'animal. Ce test existe toujours, mais se déroule désormais sur 70 jours. Les pratiques de test des femelles sont mises en place entre les années 1996 et 1999, permettant d'introduire la notion de jument d'élite. Pour être sélectionné comme reproducteur, un mâle doit obtenir une note de modèle d'au moins 80 % auprès de juges de la race ; les femelles doivent obtenir au moins 70 %. Certains étalons Maremmiens sont aussi approuvés à la reproduction en Selle italien.

## Utilisations

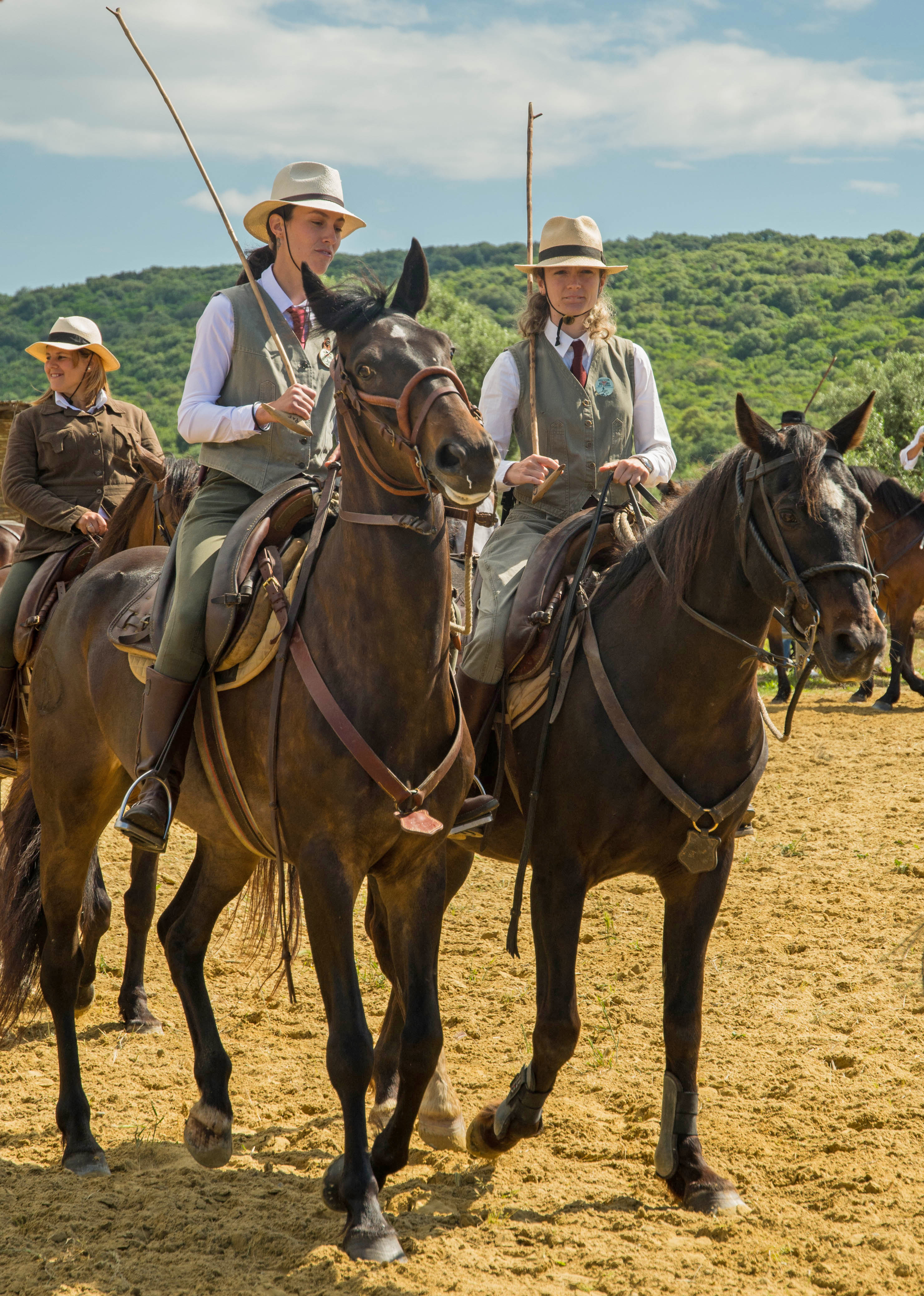
Butteri à cheval en Toscane.

Le Maremmien est un cheval très polyvalent,, successivement cheval de guerre, de travail du bétail, de travail agricole, et de sport. Il constitue désormais la plus importante des races de chevaux italiennes dans le domaine du tourisme et des sports équestres. Il devient de plus en plus un cheval de loisir.
Ses usages sportifs se sont répandus depuis l'ouverture de son registre généalogique. Il peut être monté en endurance, car ses qualités l'y prédisposent,. Ce cheval peut aussi être attelé. Enfin, il est parfois abattu à des fins de production de viande de cheval et de cuir.
La Maremmien est le principal ancêtre de la race du cheval de Catria, ; des analyses génétiques ont confirmé la proximité entre les deux races.

### Tourisme

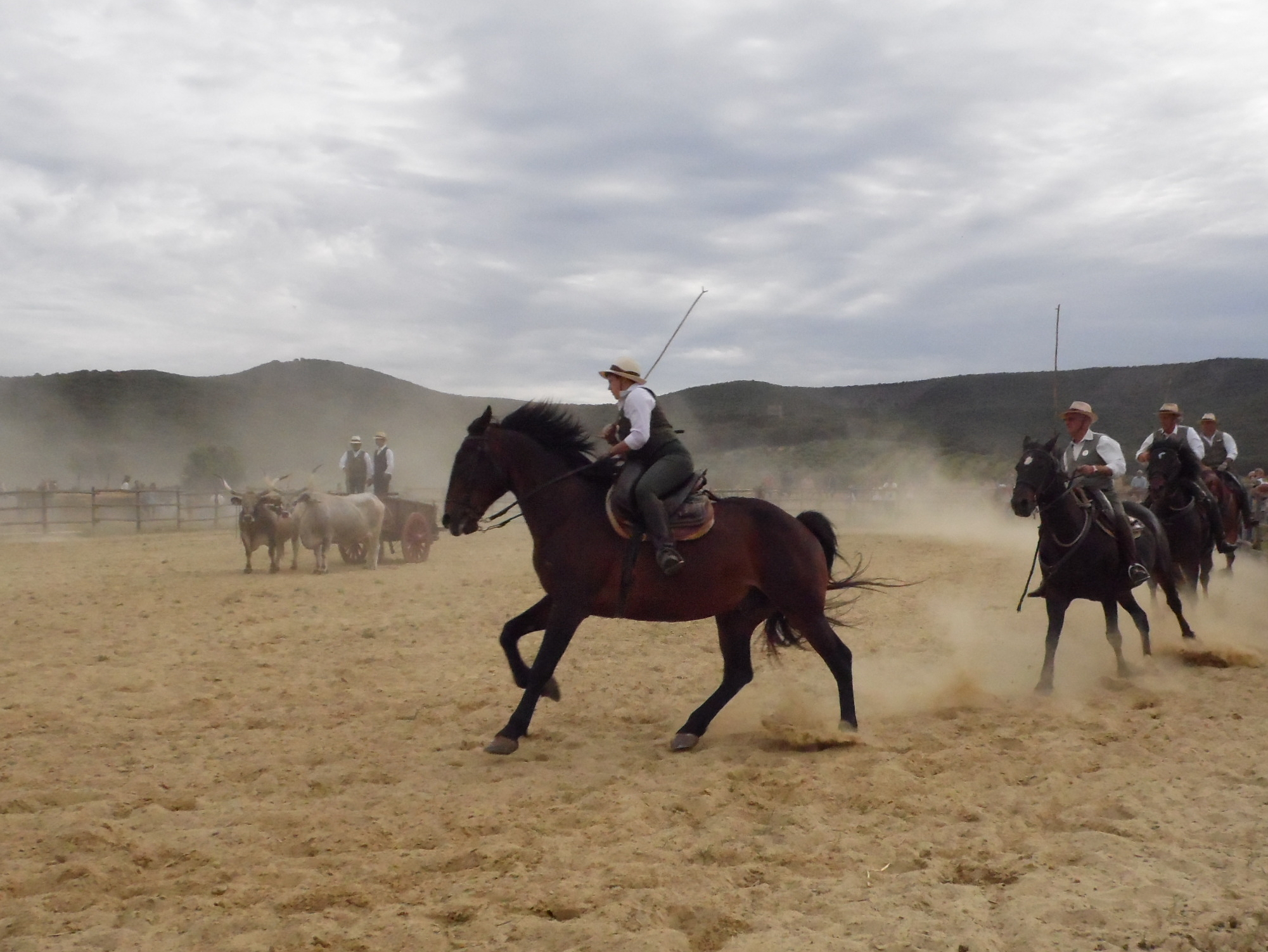
Démonstration de butteri avec des chevaux et des bovins Maremmana (au fond) dans le parc naturel de la Maremme.

Le Maremmien est employé dans le tourisme équestre et pour la randonnée à cheval,,, le développement du tourisme en Toscane ayant multiplié ce type d'usages. Ce type de randonnée touristique est organisé, entre autres, dans le parc naturel de la Maremme. Ces randonnées touristiques promettent de « monter à cheval avec les cow-boys italiens ».

### Travail du bétail
La principale utilisation historique du Maremmien est celle de monture de travail,. L'usage au travail du bétail reste sa vocation première,. Les butteri, cavaliers agricoles de la région de Maremme, montent à cheval pour effectuer la garde des troupeaux de bovins,,. Le Maremmien dispose d'un sens du bétail doublé d'une excellente vue en conditions nocturnes, comme les chevaux de travail américains. Ces chevaux sont entraînés à sprinter, s'arrêter et tourner avec une grande réactivité. Ils sont également endurants, le travail avec les bovins impliquant des déplacements jusqu'à 50 km par jour.

Démonstrations de butteri montant des Maremmiens au salon Equitana de 2005
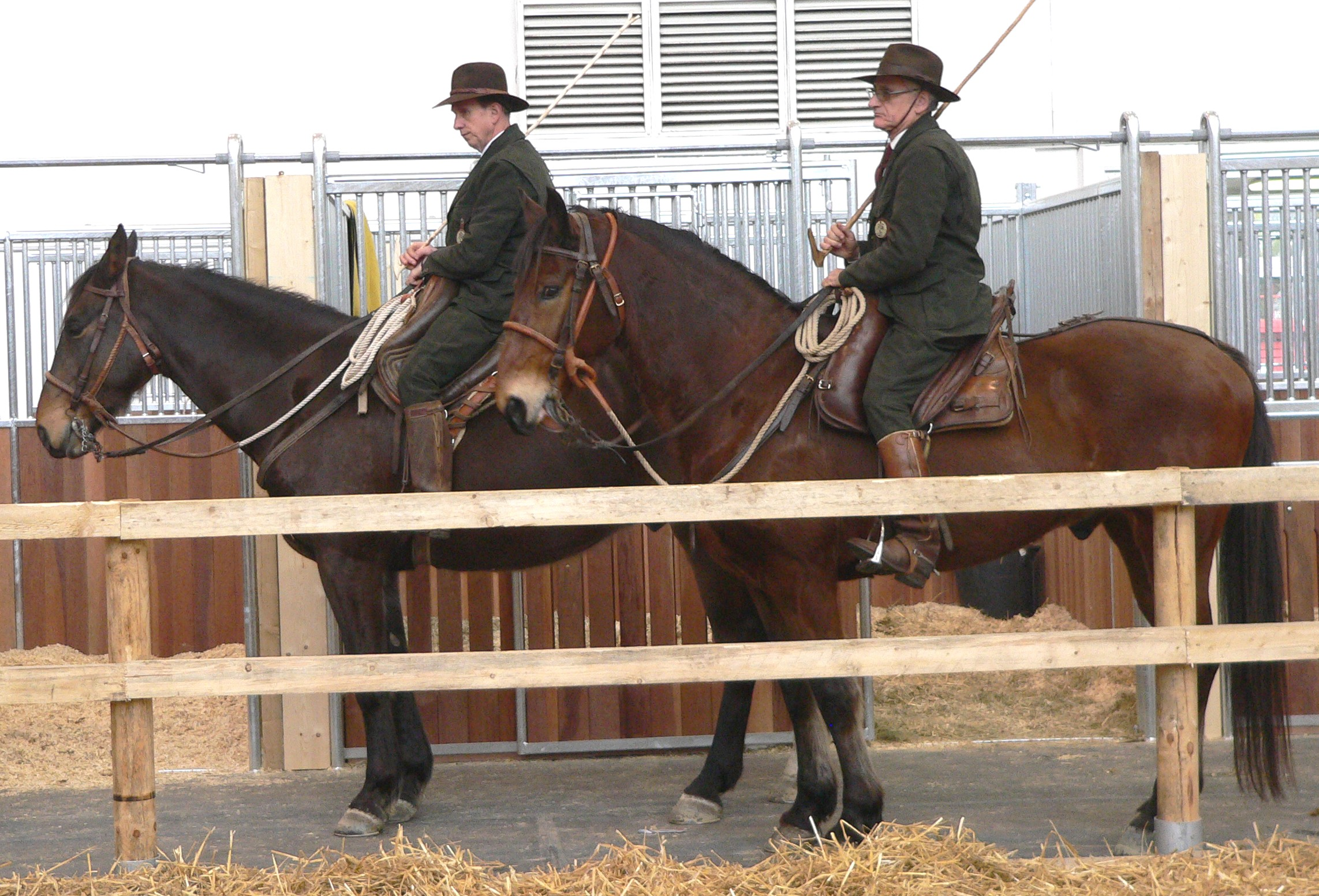
Duo de butteri à l'arrêt, vus de profil.
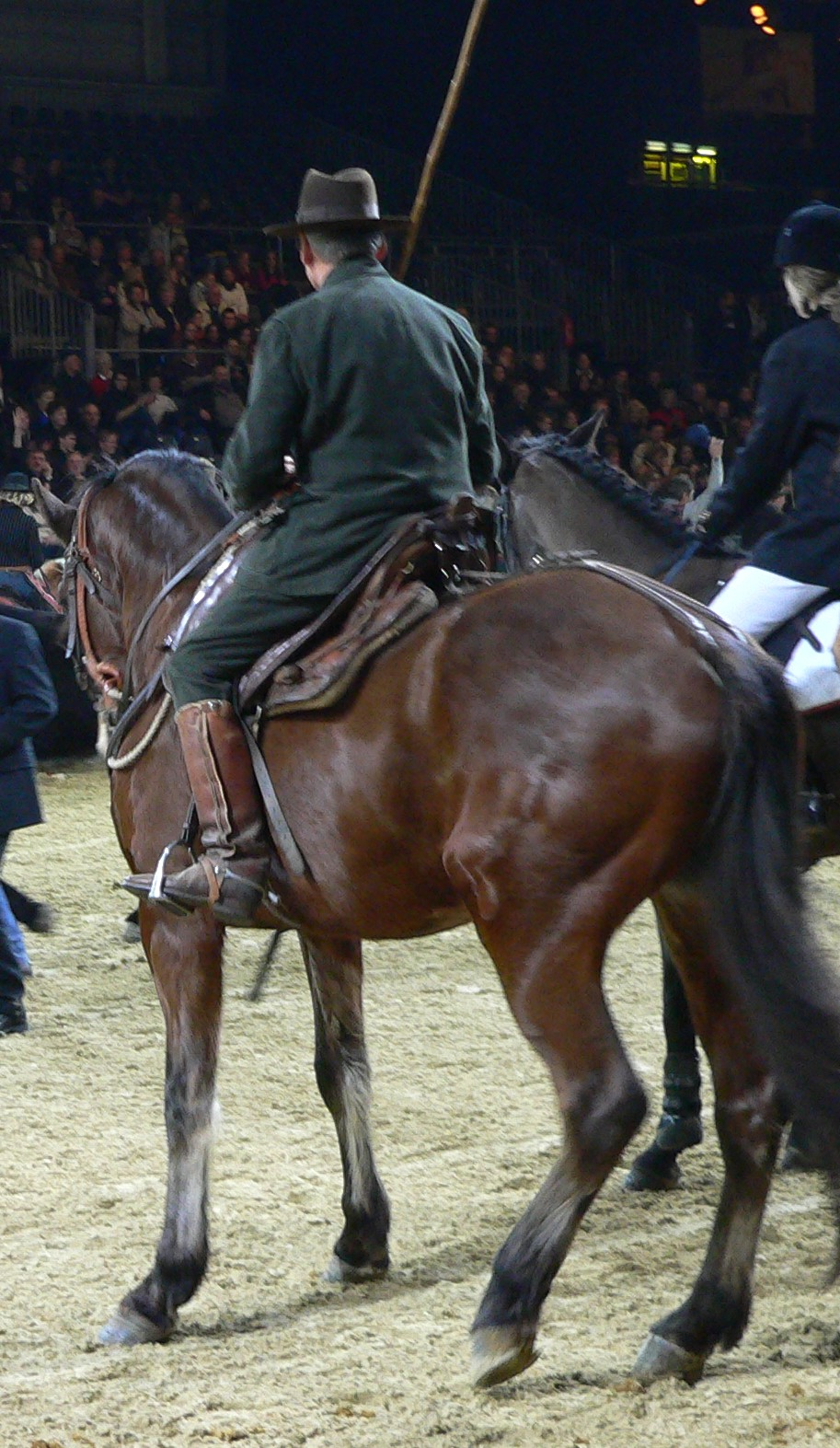
Duo de butteri à l'arrêt, vus de dos.
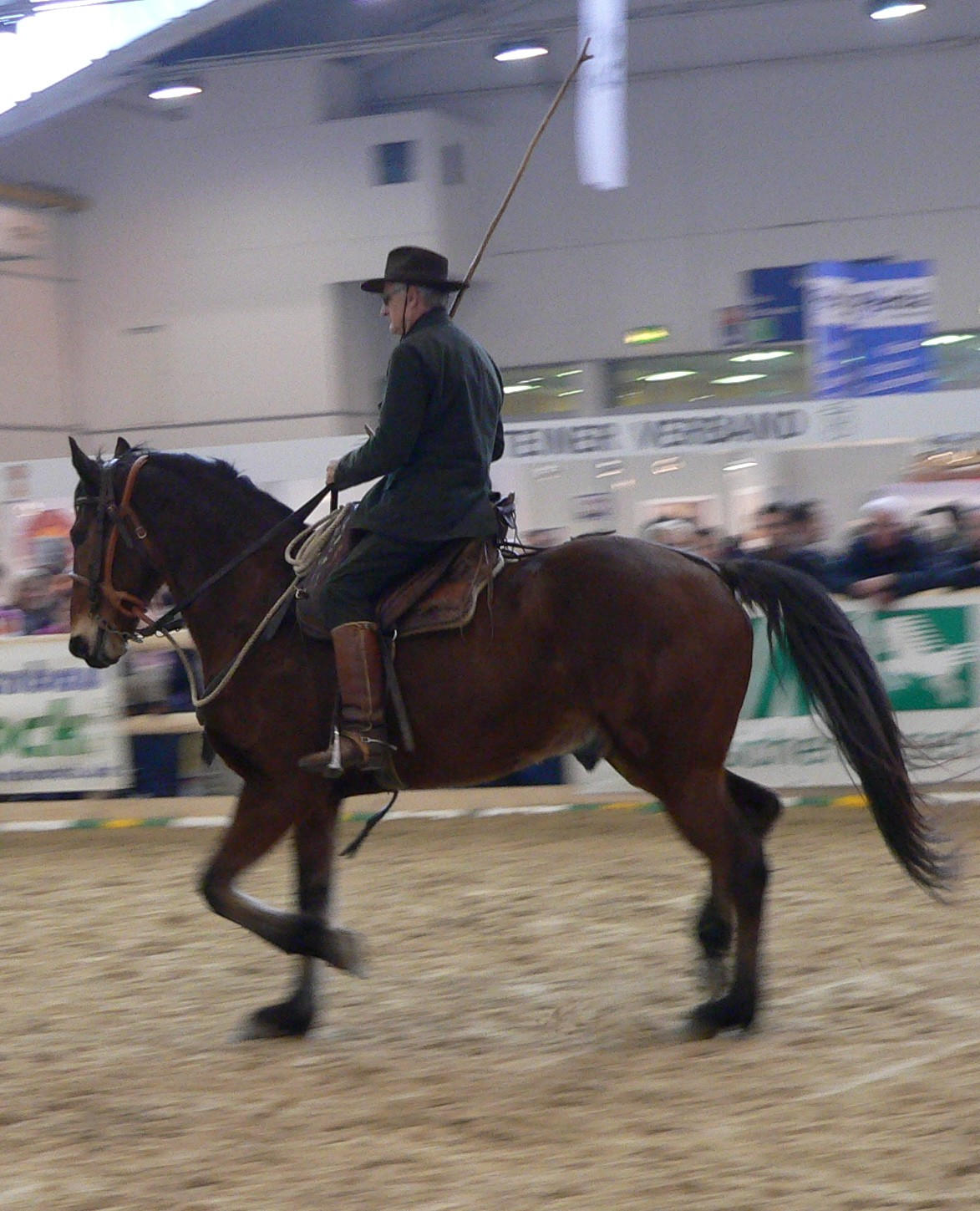
Buttero au trot.
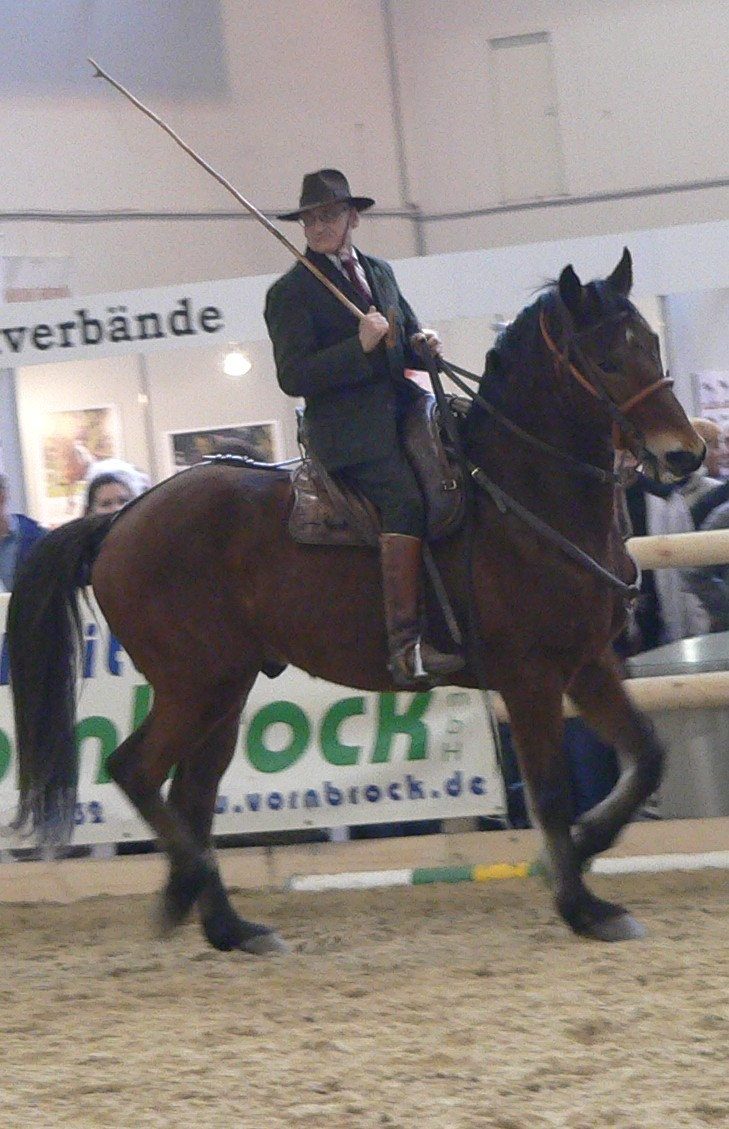
Buttero au trot.
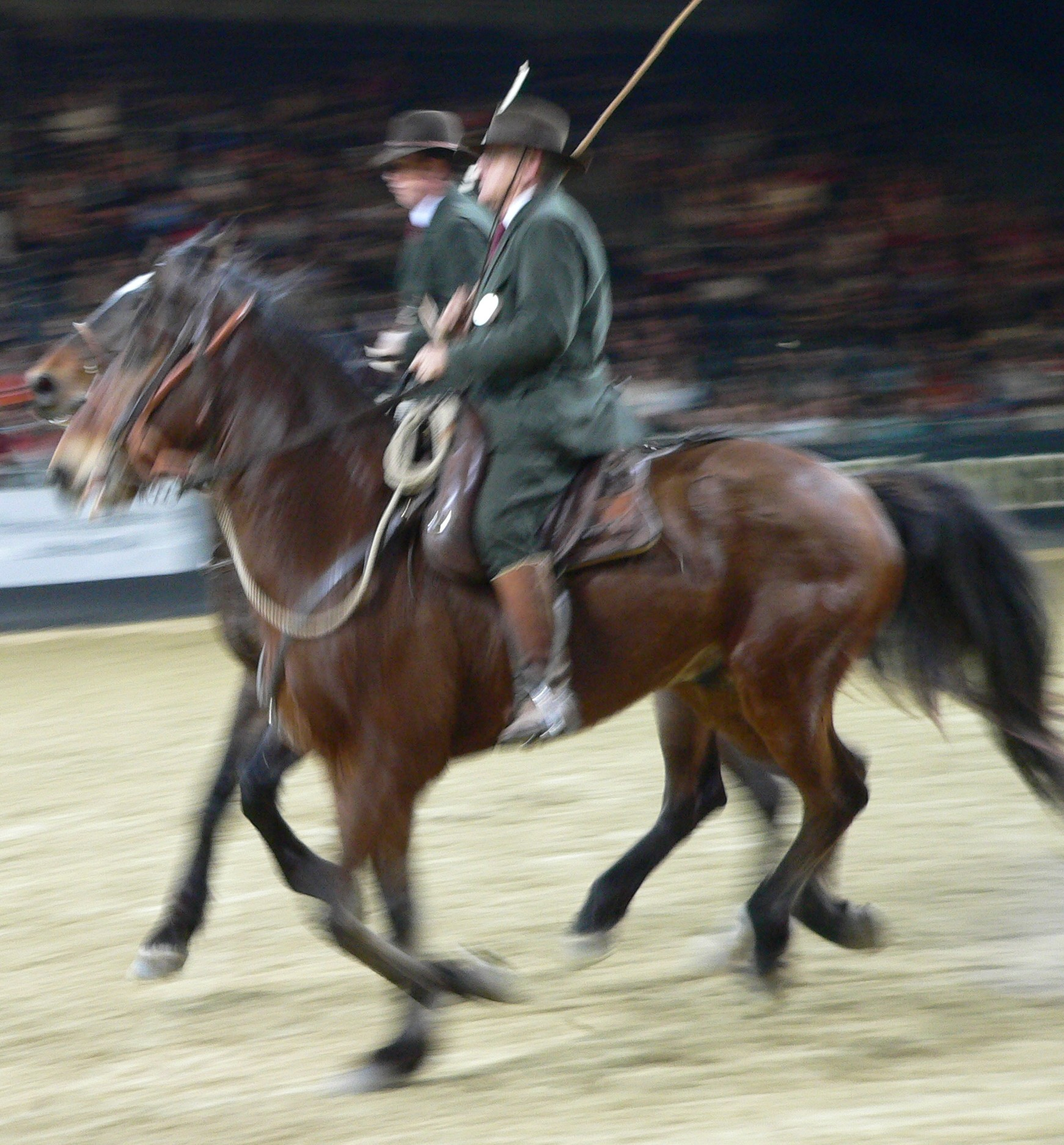
Duo de butteri au galop.

Le Maremmien est monté en particulier pour la marca, soit le marquage du bétail, et pour la lacciara, sa capture à l'aide d'une corde. Il est monté avec une selle particulière à l'arçon élevé, nommée bardella ou scafarda.
Si autrefois, l'usage comme monture de travail était très courant, la généralisation des véhicules agricoles a cantonné de plus en plus la monte du Maremmien par les butteri à des festivals et parades. En 2012, seule une « poignée » d'éleveurs maintiennent l'usage traditionnel du Maremmien au travail avec les butteri. Une association, Cavalcanti della Tradizione, remet au goût du jour les transhumances de moutons accompagnés de cavaliers montant des chevaux Maremmiens et Tolfetano.
Le Maremmien a aussi été utilisé pour des travaux agricoles légers,.

### Cavalerie militaire

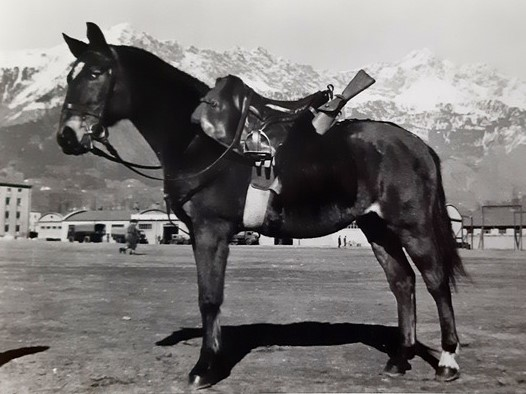
Le cheval Albino, d'après une photographie prise en 1958 au musée de Grosseto en Toscane.

Le Maremmien est historiquement une monture de cavalerie pour l'armée italienne. Il a participé à plusieurs campagnes militaires, et est toujours utilisé par la police montée dans ce pays,,.
Un cheval de cavalerie militaire de race Maremienne nommé Albino devient célèbre pour avoir participé à la bataille d'Izbushensky avec le Reggimento Savoia Cavalleria, le 24 août 1942, une charge de cavalerie à laquelle il survit, avant de retourner dans son pays d'origine.

### Saut d'obstacles
Ce cheval est historiquement un bon sauteur,. Ursus del Lasco, monté par Graziano Mancinelli, remporte la Coupe des Nations et le Championnat d'Italie de saut d'obstacles en 1977, monté par Graziano Mancinelli,. Les chevaux Capinera, Crispa et Derna font aussi partie des Maremmiens célèbres. Le nombre de Maremmiens élevés pour concourir en saut d'obstacles est cependant très réduit par comparaison aux autres usages.
L'équipe italienne de saut d'obstacles a obtenu certains de ses meilleurs chevaux demi-sang par le croisement d'une jument Maremmienne avec un étalon Pur-sang ou Anglo-arabe.

## Diffusion de l'élevage

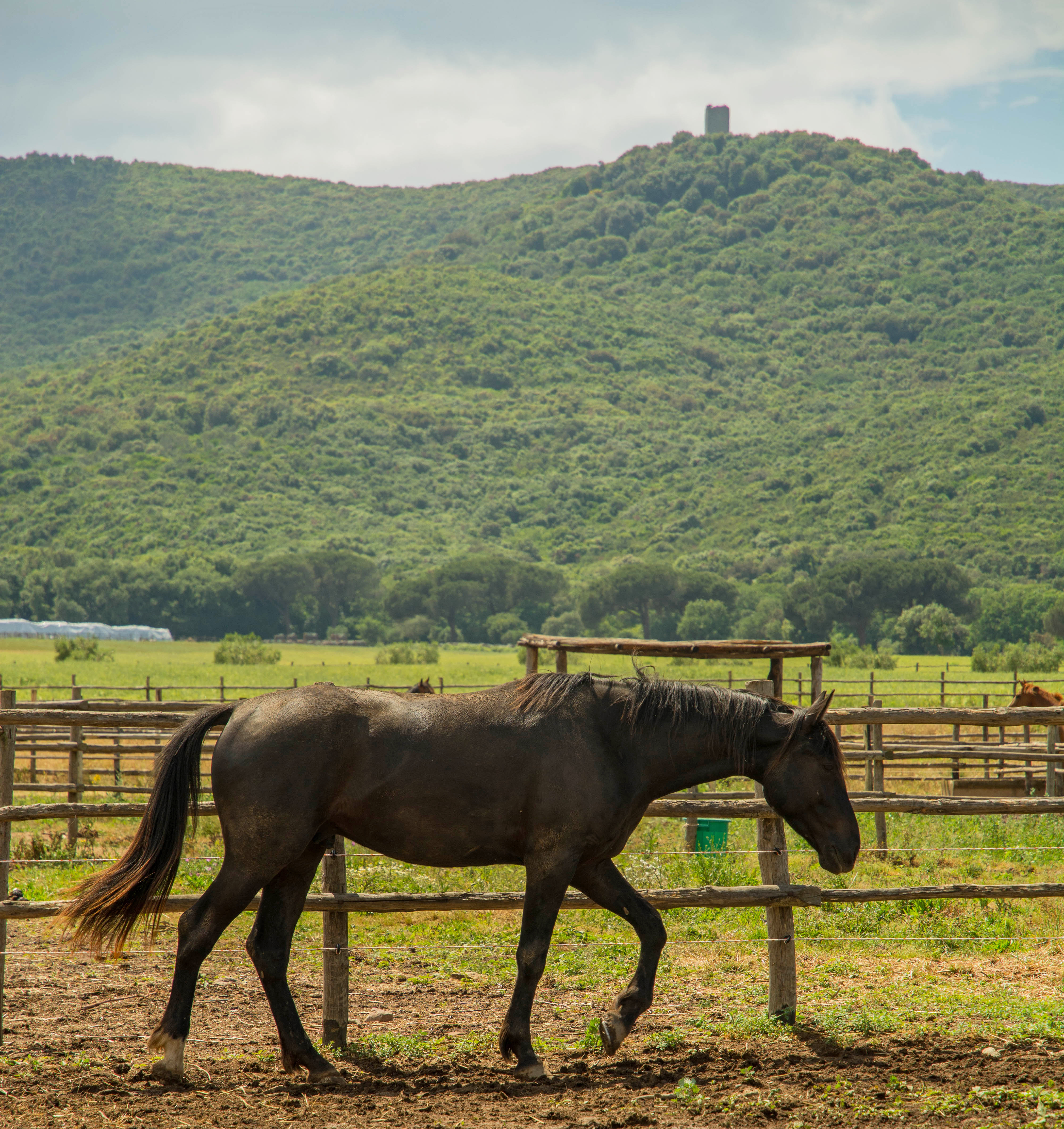
Maremmien dans le sud de la Toscane.

Ce cheval est indigène et autochtone de l'Italie,,. Ses régions d'origine sont situées au centre du pays, dans la Toscane et le Latium,,,, plus précisément sur la côte marécageuse située entre Grosseto et Civitavecchia, ou côte thyrrhénienne,. Il est plus particulièrement présent dans les régions de Grosseto et de Viterbo, qui comptent la majorité des étalons reproducteurs et où le mode d'élevage extensif correspond bien aux contraintes du terrain. Ce cheval s'est diffusé sur quasiment tout le territoire italien, soit dans 76 provinces situées principalement dans la Vénétie, l'Émilie-Romagne, le Piémont, la Lombardie et la Basilicate. L'un des plus importants élevages de Maremmien se trouve à la résidence présidentielle de Castelporziano.
C'est une race rare, ses effectifs sont donc réduits. L'effectif documenté dans le registre généalogique en 2015 est de 2 652 juments et 122 étalons. En 2006, l'effectif total est de 3 936 chevaux ; il a baissé à 3 528 en 2022, mais est de nouveau en croissance. Les naissances annuelles de poulains sont d'environ 200 en 2015.
Le Maremmien est classé comme race en danger d'extinction sur la base de données DAD-IS. L'ouvrage Equine Science (4e édition de 2012) classe le Maremmien parmi les races de chevaux de selle peu connues au niveau international.
Un concours national de race est organisé chaque année ; la 43e édition s'est tenue en septembre 2023 à Canino. Ouvert pendant un week-end au grand public, il met en valeur les chevaux mais aussi les traditions de la Maremme, avec une thématique spéciale contre les violences faites aux femmes pendant l'édition 2023,. La quatrième édition du championnat national de modèle du Maremmien s'est tenu en octobre la même année à Grosseto.

## Dans la culture
D'après différents chercheurs, le Maremmien est probablement la plus représentative des races de chevaux de selle italiennes,. Il est associé à la fois à l'histoire de l'Italie et à sa culture. De par son association avec les butteri, il représente en effet la culture italienne de l'équitation de travail du bétail,,. Son usage a donné une forme d'équitation particulière, nommée a la maremmana. C'est aussi l'une des rares races de chevaux européennes à conserver un lien important avec sa région d'origine.

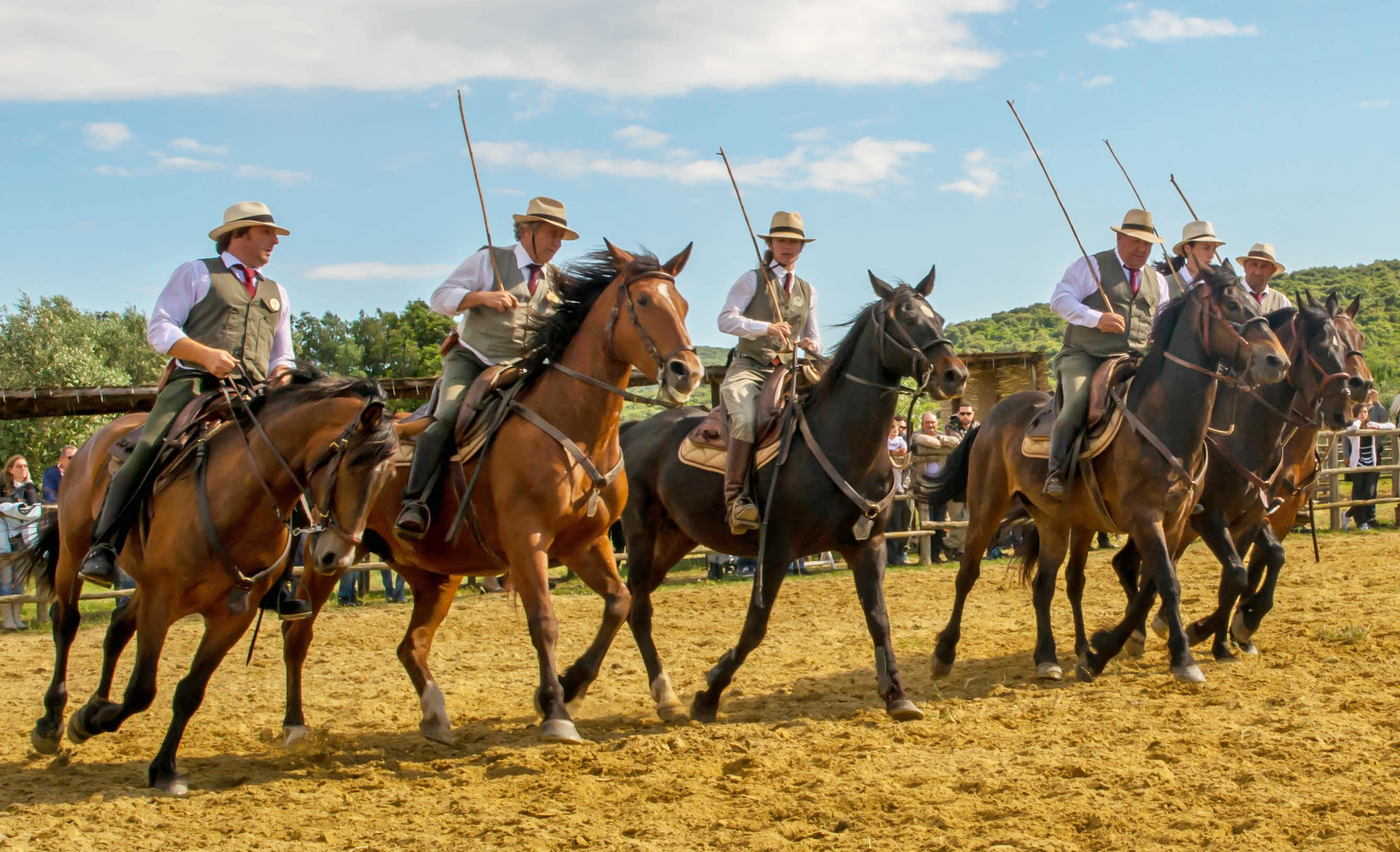
Groupe de butteri en démonstration.

L'anthropologue Letizia Bindi cite le Maremmien en exemple de race de chevaux nationale faisant l'objet d'une valorisation patrimoniale ; d'après elle, « les généalogies des chevaux, les différentes manières de reproduire et de franchir les lignes de descendance ainsi que les différentes traditions d'entraînement et de dressage des chevaux de sport et de leurs cavaliers sont depuis longtemps au centre de "discours" complexes et de croisements de connaissances qui nous montrent comment la nature n'est jamais complètement détachée des processus culturels et comment les stratégies de valorisation culturelle s'intéressent de plus en plus à des phénomènes liés à la nature et profondément ancrés dans les territoires (relations ville-campagne, nouveaux discours sur les droits des animaux et la valorisation des paysages typiques de la modernité tardive) ».
Le parc naturel de Maremma met en valeur cette relation entre les butteri et leurs chevaux. Le chanteur italien Giovanni Lindo Ferretti célèbre cette race de chevaux dans une chanson de son album Saga, :
|  | |  | |
|  | |  | |
|  | Chanson en italien |  | Traduction française |
|  | Poca biada, molta strada, ombra indomabile e brada, selvatico e tenace, forte e fiero, carattere scontroso, grezzo, ombroso, vuole capacità, vuole rispetto, sa cos'è l'affetto |  | Peu de fourrage, beaucoup de route, ombre indomptable et sauvage, primitive et tenace, forte et fière, revêche, rugueuse, caractère ombrageux, veut de la capacité, veut du respect, sait ce qu'est l'affection |

Cette race de chevaux est citée dans le roman de l'écrivain anglais Thomas Adolphus Trollope intitulé Gemma (1868), dans Les yeux du Jaguar de Harald Bredlow (2017), et dans La maison sans souvenirs de l'écrivain italien Donato Carrisi (traduction française parue en 2022).
Le Maremmien est aussi un sujet de photographies. Yann Arthus-Bertrand a photographié un étalon de 13 ans nommé Zorro alors qu'il faisait semblant de mordre son propriétaire, Miriano Manciati ; la photographie a été publiée dans son ouvrage photographique de 2003 intitulé Chevaux. Le cavalier et photographe allemand Wolfgang Behnken a photographié une capture de Maremmien au lasso avant son marquage au fer pour son ouvrage Luxury Equestrian Design paru en 2006.